# Pleurotomoides
Pleurotomoides é um gênero de gastrópodes pertencente a família Clathurellidae.

## Espécies
- Pleurotomoides barnardi Landau, Van Dingenen & Ceulemans, 2020
- †Pleurotomoides fascinellus (Dujardin, 1837)
- †Pleurotomoides fuschi (Bellardi, 1877)
- †Pleurotomoides gemmatus Lozouet, 2017
- †Pleurotomoides hordeaceus (Millet, 1827)
- †Pleurotomoides lapicidinae Lozouet, 2017
- †Pleurotomoides lienardioides Lozouet, 1999
- Pleurotomoides lyciaca (Reeve, 1844) (nomen dubium)
- †Pleurotomoides milletii (Millet, 1827)
- †Pleurotomoides pagoda (Millet, 1827)
- Pleurotomoides petiti Dautzenberg, 1932
- †Pleurotomoides poustagnacensis Lozouet, 2017
- †Pleurotomoides pouweri Landau, Harzhauser, İslamoǧlu & Silva, 2013
- †Pleurotomoides pyrenaicus (Peyrot, 1931)
- †Pleurotomoides ringens (Bellardi, 1847)
- †Pleurotomoides robbai (Della Bella & Scarponi, 2007)
- †Pleurotomoides rupina Lozouet, 2017
- †Pleurotomoides serventii (Pelosio, 1967)
- †Pleurotomoides strombillus (Dujardin, 1837)
- †Pleurotomoides sublaevigatus (Grateloup, 1845)
- †Pleurotomoides suturalis (Millet, 1827)
- †Pleurotomoides vanderdoncki Landau, Van Dingenen & Ceulemans, 2020
- †Pleurotomoides variabilis (Millet, 1827)

Espécies trazidas para a sinonímia
- Pleurotomoides decaryi Dautzenberg, 1932: sinônimo de Tylotiella decaryi (Dautzenberg, 1932) (combinação original)
- †Pleurotomoides gemmata Lozouet, 2017: sinônimo de †Pleurotomoides gemmatus Lozouet, 2017 (acordo de gênero errado de epíteto específico)
- †Pleurotomoides imperati (Scacchi, 1835): sinônimo de †Aphanitoma imperati (Scacchi, 1835)
- Pleurotomoides maculosa (Pease, 1863): sinônimo de Kermia maculosa (Pease, 1863)
- Pleurotomoides obliquispira F. Nordsieck, 1977: sinônimo de Coralliophila meyendorffii (Calcara, 1845)
- Pleurotomoides punctifera (Garrett, 1873): sinônimo de Kermia punctifera (Garrett, 1873): sinônimo de Pseudodaphnella punctifera (Garrett, 1873)
- †Pleurotomoides pyrenaica (Peyrot, 1931): sinônimo de †Pleurotomoides pyrenaicus (Peyrot, 1931) (acordo de gênero errado de epíteto específico)
- †Pleurotomoides subcostellatus (d'Orbigny, 1852): sinônimo de †Pleurotomoides sublaevigatus (Grateloup, 1845)
- Pleurotomoides tessellata (Hinds, 1843): sinônimo de Kermia tessellata (Hinds, 1843)
- Pleurotomoides thespesia (Melvill & Standen, 1896): sinônimo de Kermia thespesia (Melvill & Standen, 1896)